# Bandas de tiraz

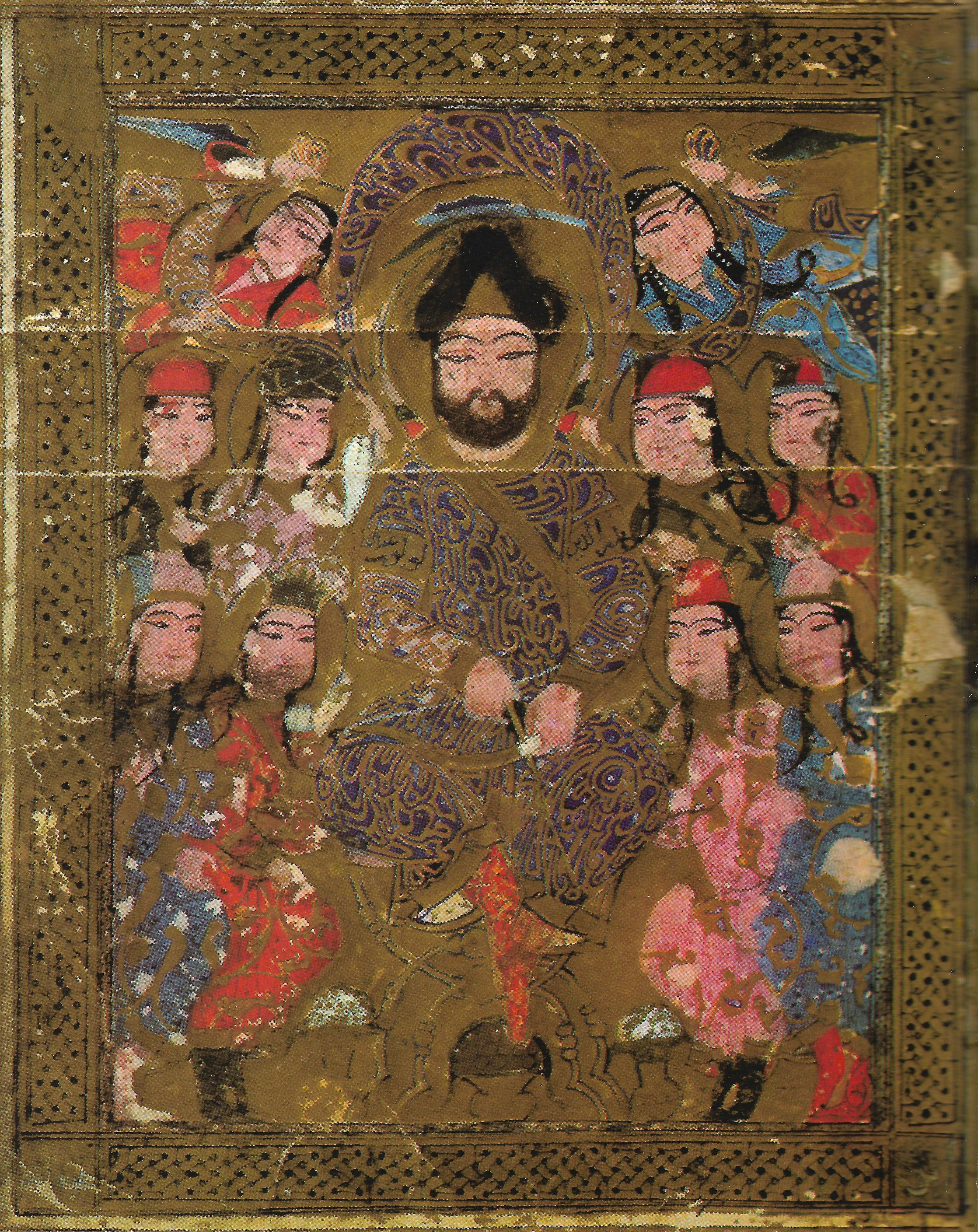
Un soberano con un brazalete con inscripción árabe, el tiraz.

Las bandas de Tiraz son prendas / brazaletes islámicos medievales con una inscripción bordada en ellos. Fueron entregados como ropa de honor a funcionarios de alto rango que mostraron lealtad al imperio islámico. Estaban inscritos con los nombres del califa gobernante, y estaban bordados con hilo de metal precioso y decorados con un modelo complejo. Tiraz era un símbolo de poder, sus producciones y exportaciones estaban estrictamente reguladas y supervisadas por un funcionario designado por el gobierno.

## Etimología
La palabra tiraz es una palabra persa usada como «bordado». La palabra puede referirse a tela textil, a las bandas de inscripción en ellos, o a las fábricas o talleres que los hicieron (el dar al-tiraz). Tiraz también se conoce como taraziden en idioma persa.

## Evolución del sistema de vestir islámico

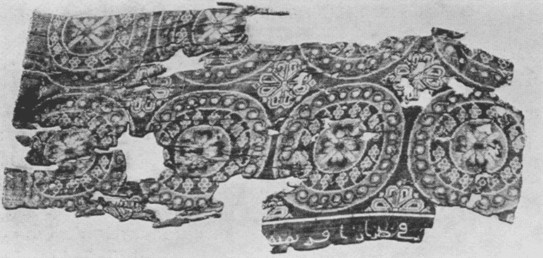
Este tiraz atribuido al califa omeya del, Marwan I, se encuentra entre los primeros documentados. Utiliza una escritura cúfica pequeña y un patrón muy dominante típico de les primeras bandas.

El sistema de vestimenta del Islam evolucionó en el califato establecido por los árabes durante las primeras conquistas musulmanas. El imperio islámico durante su expansión incluía tres zonas culturales diferentes, cada una con su propio código de vestir. Al principio, los árabes, que eran una minoría en su propio imperio, intentaron mantener un código de vestimenta identificable entre ellos y sus súbditos. Esto condujo a la regulación ghiyar, un tipo de reglas de diferenciación que requería que los dhimmis, los ciudadanos no musulmanes protegidos, fueran diferentes en este código con el resto de la población musulmana. Esta regulación fue atribuida por primera vez por el califa Umar ibn al-Jattab (634-644) en el llamado Pacto de Umar, una lista de derechos y restricciones sobre los no musulmanes que garantizarían la seguridad de sus personas, sus familias y sus posesiones. Los requisitos para tener un código de vestimenta distinto también se aplicaron a la milicia árabe que protegía el imperio. Por ejemplo, a los guerreros árabes en las provincias orientales se les prohibió usar el caftán persa (coraza). Sin embargo, a fines del Califato omeya a mediados del siglo VIII, los árabes que vivían en Khorasan se habían asimilado a la cultura local, incluido su estilo de vestimenta.
La tendencia a alejarse del estricto sistema vestimental también se produjo en los altos cargos de la sociedad islámica incluso en los primeros tiempos. Se ha registrado que los gobernantes omeyas ya usaban abrigos de estilo persa. También adoptaron la costumbre de llevar prendas regias especiales, que es una tradición en las cortes reales de los imperio bizantino|bizantinos y sasánidas. Los omeyas también imitaron a los bizantinos y persas al establecer fábricas estatales para producir las bandas de tiraz, las prendas que indicaban a quién era leal el usuario. Desde entonces, el tiraz se ha convertido en una norma en el imperio islámico. Estas prendas de tiraz fueron embellecidas con el nombre del califa gobernante, similar al embellecimiento del nombre del califa en monedas.
Las prendas de tiraz fueron producidas en fábricas estatales. En el palacio califal y emiral, había sastres que trabajaban lejos del centro, en fábricas de tirazes. Los funcionarios controlados por el «maestro del tiraz» tenían la facultad de contratar sastres, a cambio de un salario decente, para trabajar para el estado en estas fábricas.
Las bandas de Tiraz fueron presentadas por los gobernantes como túnicas de honor en las ceremonias formales. También fueron otorgadas como regalos. Hubo un ejemplo de un soberano en Andalucía que dio un regalo de tiraz a otro soberano en el norte de África. Bajo el gobierno fatimí Ma'ad al-Muizz Li-Dinillah, la ceremonia de khil'a (ceremonia de otorgar el tiraz) ganó importancia. En esta ceremonia, que se remonta a la época del Profeta Mahoma, el califa gobernante otorgaría el tiraz a los súbditos leales que lo merecieran. La calidad de las prendas de tiraz vino a reflejar la riqueza y la influencia de sus destinatarios.  Más tarde, los talleres públicos comenzaron a imitar el tiraz estatal oficial. Reliquias encontradas en los documentos del Geniza de El Cairo, en el siglo XIX, indicó que la gente común que podía permitirse copiar el tiraz, otorgaba el tiraz a familiares y amigos. Estos «tiraz públicos» se consideraban parte de la riqueza personal y se transmitían como reliquias familiares.
La producción de tiraz continuó en el siglo XIV tanto en fábricas públicas califales como estatales, aunque ya en declive alrededor del siglo XIII. Durante el debilitamiento del poder islámico, los nobles comenzaron a perder su riqueza. Las prendas detiraz se vendieron en el mercado abierto. Otros tiraz sirvieron como moneda o inversiones y se comercializaron y vendieron.
Se han encontrado fragmentos de bandas de tiraz de lino en tumbas fatimíes egipcias, donde fueron utilizados como mortajas para el cuerpo. Las bendiciones obtenidas a través de la ceremonia de khil'a anterior, así como las inscripciones coránicas escritas en ellas, las hicieron especialmente adecuadas para fines funerarios y se envolvía alrededor de la cabeza, lo que demuestra la importancia religiosa de las inscripciones en el tiraz.

## Diseño

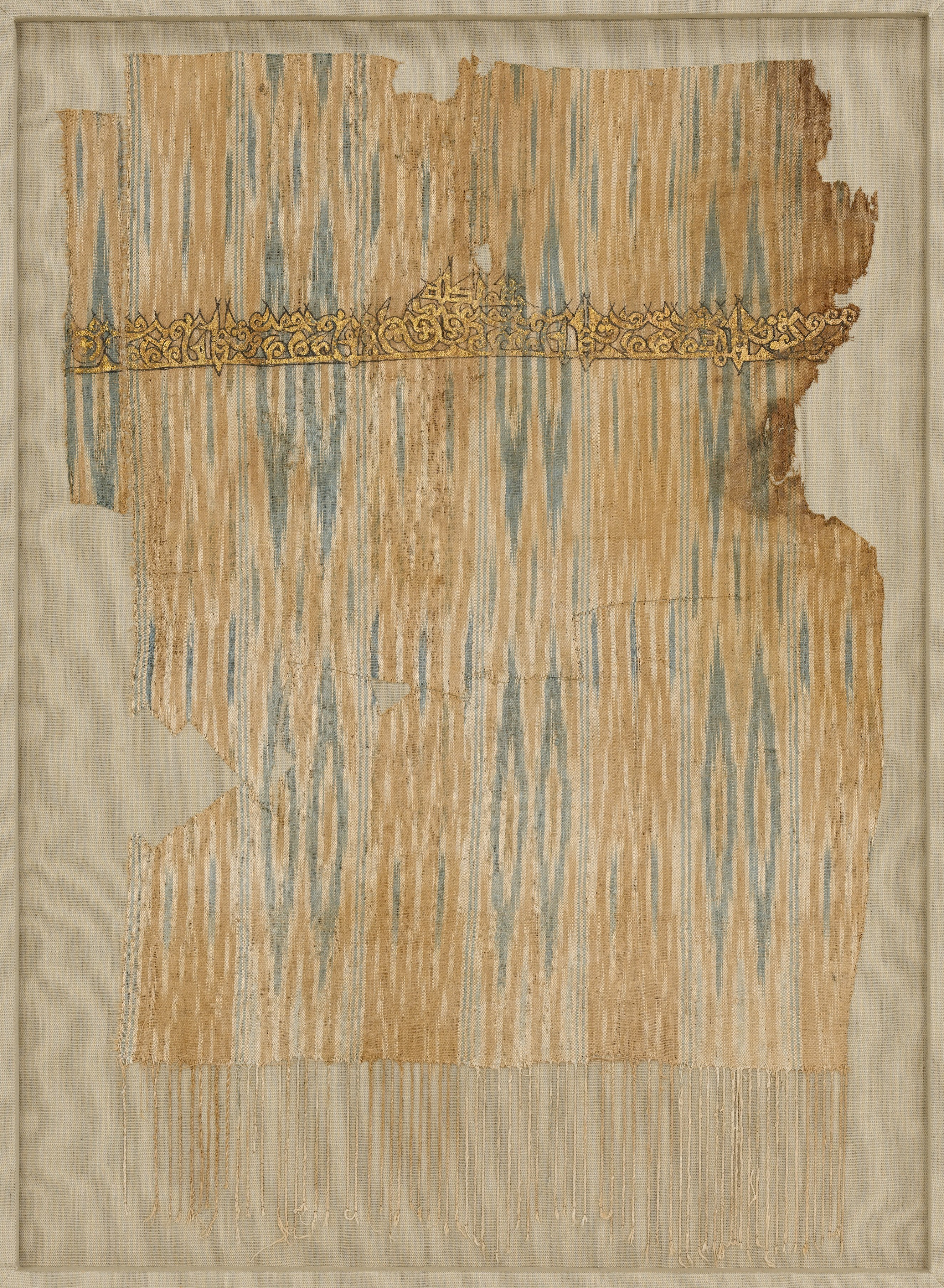
Escritura cúfica florida está inscrita en este tiraz egipcio del.

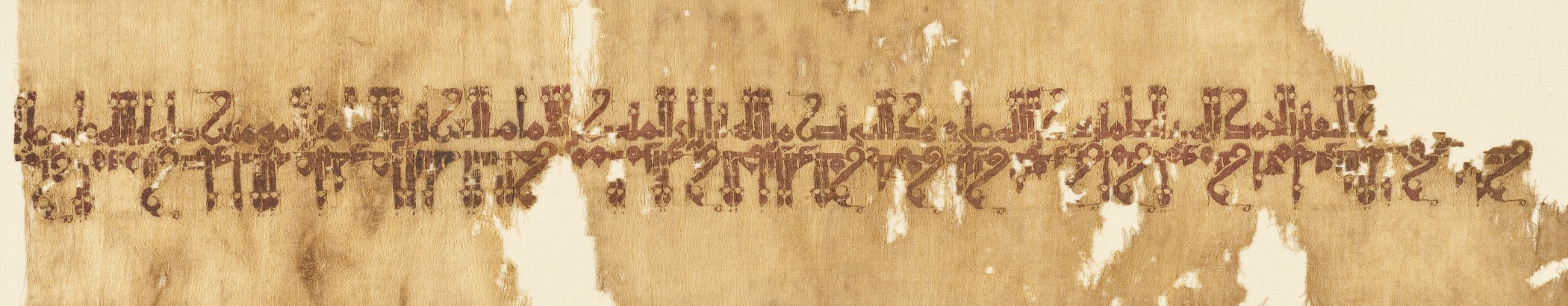
Fragmento de banda de tela del siglo X de Yemen que muestra colores brillantes con el motivo ikat.

Las prendas de tiraz variaban en su diseño y material, dependiendo del momento de su producción, dónde se ejecutaban y para quién se realizaban. La mayoría estaban hechas de lino, lana, algodón o mulham —una tela compuesta de una envoltura de seda y algodón—. En Yemen, los tiraz fueron teñidos y diseñados en la técnica ikat para crear un patrón de rombos rayados que solían ser de color verde, amarillo y marrón. En Egipto, el tiraz se dejó sin teñir y bordado con inscripciones en hilo rojo o negro.
Había dos tipos de fábricas de tiraz: las del califa oficial —khassa, que significa «privado» o «exclusivo»—) y las de producción comercial —amma, que significa «público»—. Debido a la variedad de materiales y técnicas utilizadas en los tiraz en las fábricas de khassa y amma, y debido a que en ambas podían inscribirse con el nombre del califa gobernante, no hay diferencias claras entre la calidad del tiraz producido en ambas fábricas.
Los primeros ejemplos de tiraz no estaban inscritos, pero incluso así estaban bellamente decorados con coloridos medallones, animales u otros motivos. Los motivos indicaban una transición gradual de las tradiciones sasánida, copta y bizantina. [1]
En el período posterior, el tiraz fue embellecido con bandas caligráficas de oro tejidas o pintadas. La banda contenía una caligrafía árabe que incluye inscripciones del nombre del califa gobernante, la fecha y el lugar de fabricación, y frases piadosas tomadas del Corán o de muchas invocaciones a Alá. Inscripciones anteriores fueron escritas en letra cúfica o escritura cúfica florida. En un período posterior, la escritura naskh o thuluth se hizo común. Las inscripciones de diseño a menudo se alteraban para crear un patrón rítmico artístico. El khassikiya —guardaespaldas real— del sultanato mameluco llevaba una banda altamente decorativa con tejido con hilo metálico dorado o plateado. En el Egipto fatimí, el tiraz de seda tejido con inscripción dorada estaba reservado para el visir y otros oficiales de alto rango, mientras que el público en general vestía de lino.